# 1839 Ragazza
1839 Ragazza је астероид главног астероидног појаса са средњом удаљеношћу од Сунца која износи 2,800 астрономских јединица (АЈ).
Апсолутна магнитуда астероида је 11,8.